# AAA Foundation for Traffic Safety
AAA Foundation for Traffic Safety (a se vedea, de asemenea, American Automobile Association⁠(d) - AAA) este o organizație caritabilă⁠(d) nonprofit cu sediul în Washington, DC, care se dedică salvării de vieți prin cercetare și educație în domeniul siguranței rutiere⁠(d). De la înființarea sa în 1947, Fundația AAA a sponsorizat peste 200 de proiecte legate de siguranța rutieră, acoperind subiecte precum distragerea atenției⁠(d), conducerea sub influența alcoolului și somnolență⁠(d); furia la volan; permisele de conducere progresive⁠(d); educația și formarea conducătorilor auto; și siguranța pietonilor. Agenda de cercetare a Fundației AAA este centrată pe patru domenii prioritare: Comportamentul și performanța conducătorilor auto, tehnologii emergente, sisteme rutiere și conducători auto și utilizatori vulnerabili ai drumurilor.
Cercetarea în fiecare dintre aceste domenii este destinată să identifice cauzele și consecințele accidentelor de autovehicule, să evalueze posibilele contramăsuri și soluții și să ofere recomandări pentru atingerea obiectivului general de prevenire a rănilor și deceselor pe autostrăzile naționale.
Rezultatele cercetării sunt comunicate factorilor de decizie politică, partenerilor din domeniul siguranței și mass-mediei și sunt utilizate pentru a dezvolta materiale educaționale publice, precum broșuri, manuale, videoclipuri și jocuri pe calculator/software. Aceste produse sunt concepute pentru a ajuta șoferii să înțeleagă pericolele potențiale cu care se vor confrunta pe șosea - cum ar fi zonele de lucru⁠(d), trecerile la nivel cu calea ferată⁠(d) și vremea nefavorabilă - și să își perfecționeze abilitățile necesare pentru a gestiona aceste riscuri și a ajunge la destinație în siguranță.
Fundația AAA este, de asemenea, recunoscută ca lider în promovarea ideii de cultură a siguranței rutiere; și anume, un climat social în care siguranța rutieră este foarte apreciată și urmărită cu rigurozitate. Începând din 2008, Fundația AAA a publicat anual Indexul culturii siguranței rutiere, într-un efort de a evalua și urmări indicatorii-cheie ai convingerilor și atitudinilor publicului față de siguranța rutieră⁠(d). Informațiile sunt colectate prin intermediul unui sondaj telefonic⁠(d) reprezentativ la nivel național, care măsoară atât atitudinile, cât și comportamentele cu privire la, printre altele, la consumul de alcool la volan, utilizarea telefonului mobil/trimiterea de mesaje text la volan⁠(d), viteza⁠(d) și utilizarea centurii de siguranță.
Proiectele Fundației AAA au fost, de asemenea, utilizate pentru a contribui la consolidarea legislației, la sensibilizarea publicului cu privire la preocupările și tendințele în materie de siguranță și la consilierea agențiilor de transport și a departamentelor rutiere cu privire la nevoile de îmbunătățire a drumurilor. De exemplu, un raport din 2006, Safety Impacts of Pavement Edge Drop-offs, a documentat și a analizat efectele pe care astfel de coborâri le au asupra accidentelor la plecarea de pe carosabil. Studiul a fost citat de Biroul de Siguranță al Administrației Federale a Autostrăzilor⁠(d) în promovarea unei tehnologii rentabile cunoscută sub numele de Safety Edge, una dintre cele nouă contramăsuri pe care FHWA le consideră dovedite pentru reducerea accidentelor cu autovehicule și îmbunătățirea siguranței.